# الاتارا
ال-اتارا یک منطقهٔ مسکونی در فلسطین است.

## خصوصیات
ال-اتارا ۱٬۰۷۲ نفر جمعیت دارد.